# Castle Combe
Castle Combe ist ein kleines Dorf in der englischen Grafschaft Wiltshire mit ca. 350 Einwohnern, das als Touristenziel sehr beliebt ist.

## Geschichte und Sehenswertes

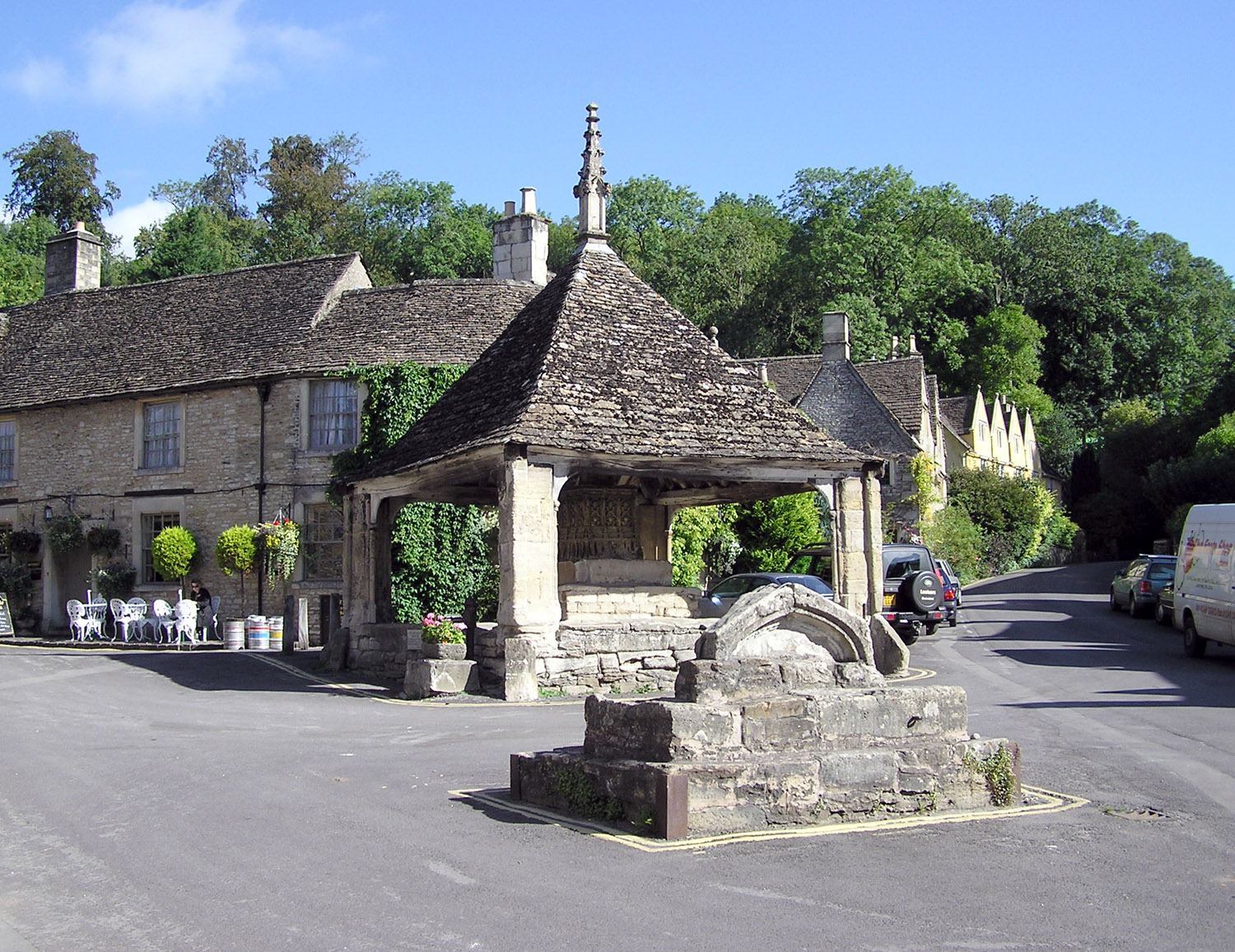
Der Marktplatz von Castle Combe mit dem Brunnen aus dem 14. Jahrhundert

In seiner heutigen Form entstand Castle Combe im 14. Jahrhundert um den Marktplatz mit dem Brunnen. Die St.-Andrew’s-Kirche aus dem 12. Jahrhundert ist im Originalzustand erhalten geblieben. Lediglich die Glocke wurde im 15. Jahrhundert erneuert/vergrößert.
Ursprünglich entstand Castle Combe als Festung der Römer. Dazu kam später dann eine Siedlung, die wohl nie aufgegeben wurde. Denn selbst die Normannen nutzten die geografisch günstige Lage, um eine Burg zu errichten. Diese ist heute allerdings nur als Ruine erhalten.
Im Mittelalter war Castle Combe ein bedeutender Standort für die Wollproduktion. Daher ist es nicht verwunderlich, dass man in einem der kleinen Cottages ein Wollmuseum, auch bekannt unter der Bezeichnung Weaver’s House, findet.
Südlich des Dorfes befindet sich auf dem Gelände des ehemaligen Militärflugplatzes RAF Castle Combe die Motorsport-Rennstrecke Castle Combe Circuit.

## Castle Combe als Filmkulisse
In den vergangenen Jahren war der kleine Ort Drehort einiger Filme u. a. Doktor Dolittle (Erstverfilmung 1967), der erste Teil der Harry-Potter-Filmreihe, Harry Potter und der Stein der Weisen (2001), sowie der Fantasyfilm Der Sternwanderer (2007) wurden teilweise in Castle Combe gedreht. Einige Szenen von Steven Spielbergs 2012 für sechs Oscars nominierten Film Gefährten wurden hier gedreht.